# Alfredo Evangelista
Alfredo Evangelista (Montevideo, 3 de desembre de 1954) és un boxejador uruguaià que es va nacionalitzar espanyol i va guanyar el títol de campió d'Europa dels pesos pesants el 1978. Es va retirar de la boxa el 1988 amb un total de 61 victòries - 41 per KO - 13 derrotes i 4 empats.
Es va traslladar a Barcelona durant la seva adolescència, després d'entrenar al Club Social y Deportivo Villa Española de Montevideo, i va entrenar en un gimnàs amb un professor cubà. El seu primer combat com a professional va tenir lloc el 1975 a Madrid, contra Angelo Visini, i el va guanyar en el primer assalt (round).
Evangelista, també conegut com "el lince de Montevideo", es va enfrontar a Muhammad Ali el 1977, i va perdre pels punts després de 15 assalts. També va lluitar contra Larry Holmes el 1978, i va perdre per knockout tècnic durant el setè assalt.